# Pteromalus dispar
Pteromalus dispar is een vliesvleugelig insect uit de familie Pteromalidae. De wetenschappelijke naam is voor het eerst geldig gepubliceerd in 1827 door Curtis.